# Jessi Combs
Jessica Combs, detta Jessi (Rockerville, 27 luglio 1980 – Deserto Alvord, 27 agosto 2019), è stata una conduttrice televisiva e pilota automobilistica statunitense.

## Biografia
Ha condotto il programma televisivo Xtreme 4x4 andato in onda su Spike TV per 90 episodi dal 2005 al 2009. Ha inoltre partecipato a molti programmi televisivi tra cui Overhaulin', MythBusters, The List: 1001 Car Things to Do Before You Die, All Girls Garage e sul canale Science Channel How to Build... Everything (2016).
Il 27 agosto 2019, mentre stava tentando di stabilire il record di velocità terrestre, battendo il record precedente conseguito da lei stessa, a bordo di una vettura alimentata da un motore jet nel deserto di Alvord nel sud-est dell'Oregon, ha avuto un incidente ed è morta sul colpo.